# Vassa (Einheit)
Vassa, auch Wassa, war eine Masseneinheit (Gewichtsmaß) in Delhi und Surate, der ehemaligen Distriktshauptstadt in der britisch-indischen Präsidentschaft Bombay. Das Maß war ein Perlengewicht.
- 1 Vassa = 0,003791 Lot (Preußen = 16,667 Gramm) = 0,06332 Gramm (errechn)

Die Maßkette war
- 1 Tank = 24 Rutters = 480 Vassas = 30,32575 Gramm